# Albanese parlementsverkiezingen 2001
Volgens internationale waarnemers verliepen de parlementsverkiezingen in Albanië in de zomer van 2001 over het algemeen redelijk ordelijk. De Democratische Partij (PDS) had zich met haar bondgenoten, waaronder de Republikeinse Partij, (RPS) de Partij van het Albanese Nationale Front (PBKS) en de Wettige Bewegingspartij (PLL) verenigd in de Unie voor Victorie (BpF).
Hoewel de Socialistische Partij zetels verloor en de Unie voor Victorie in zetelaantal steeg, bleef de Socialistische Partij groot genoeg om de regering te blijven vormen. Fatos Nano werd wederom premier. Toch was het voor de Socialistische Partij een bittere pil dat men niet de 60% gehaald had waarop men hoopte, bij de presidentsverkiezingen van 2002 zou er nu een compromiskandidaat gekozen moeten worden.

## Uitslag
| Partij                                                                        | Afkorting | Zetels (2001) | Zetels (1997) |
| ----------------------------------------------------------------------------- | --------- | ------------- | ------------- |
| Socialistische Partij van Albanië (Partia Socialiste e Shqipërisë)            | PSS       | 73            | 101           |
| Unie voor Victorie (Bashkimi për Fitoren)                                     | BpF       | 46            | 32            |
| Nieuwe Democratische Partij (Partida Demokrate e re)                          | PDR       | 6             | -             |
| Sociaaldemocratische Partij van Albanië (Partia Socialdemokrate e Shqipërisë) | PSDS      | 4             | 10            |
| Verenigde Mensenrechtenpartij (Partia Bashkimi për të Drejtat e Njeriut)      | PBDNJ     | 3             | 4             |
| Agrarische Partij van Albanië (Partia Agrare e Shqipërisë)                    | PAS       | 3             | 1             |
| Democratische Alliantiepartij (Partia Aleanca Demokratike)                    | PAD       | 3             | 2             |
| Onafhankelijken                                                               |           | 2             | 3             |
| Totaal                                                                        |           | 140           | 140           |

1920 · 1921 · 1923 · 1924 · 1928 · 1945 · 1949 · 1958 · 1962 · 1966 · 1970 · 1974 · 1978 · 1982 · 1987 · 1991 · 1992 · 1996 · 1997 · 2001 · 2005 · 2009 · 2013 · 2017 · 2021